# جنوب ایران

استان‌های جنوب ایران

جنوبِ ایران شامل نواحی جنوبی کوه‌های زاگرس و کرانه‌های شمالی خلیج فارس است که استان‌های فارس، کرمان، هرمزگان، بوشهر و کهگیلویه و بویراحمد را در بر می‌گیرد. در برخی منابع استان‌های خوزستان و سیستان و بلوچستان نیز در این تقسیم‌بندی جای داده می‌شوند. بخش بزرگی از جنوب ایران دارای آب و هوای گرم و خشک است. کلان‌شهرهای شیراز، اهواز، کرمان و بندرعباس و شهرهای بوشهر، آبادان، دزفول، خرمشهر، سیرجان، جهرم، لار، رفسنجان، بم، جیرفت، کازرون، فسا، داراب، مرودشت فراشبند و یاسوج از شهرهای پرجمعیت این منطقه به‌شمار می‌روند.

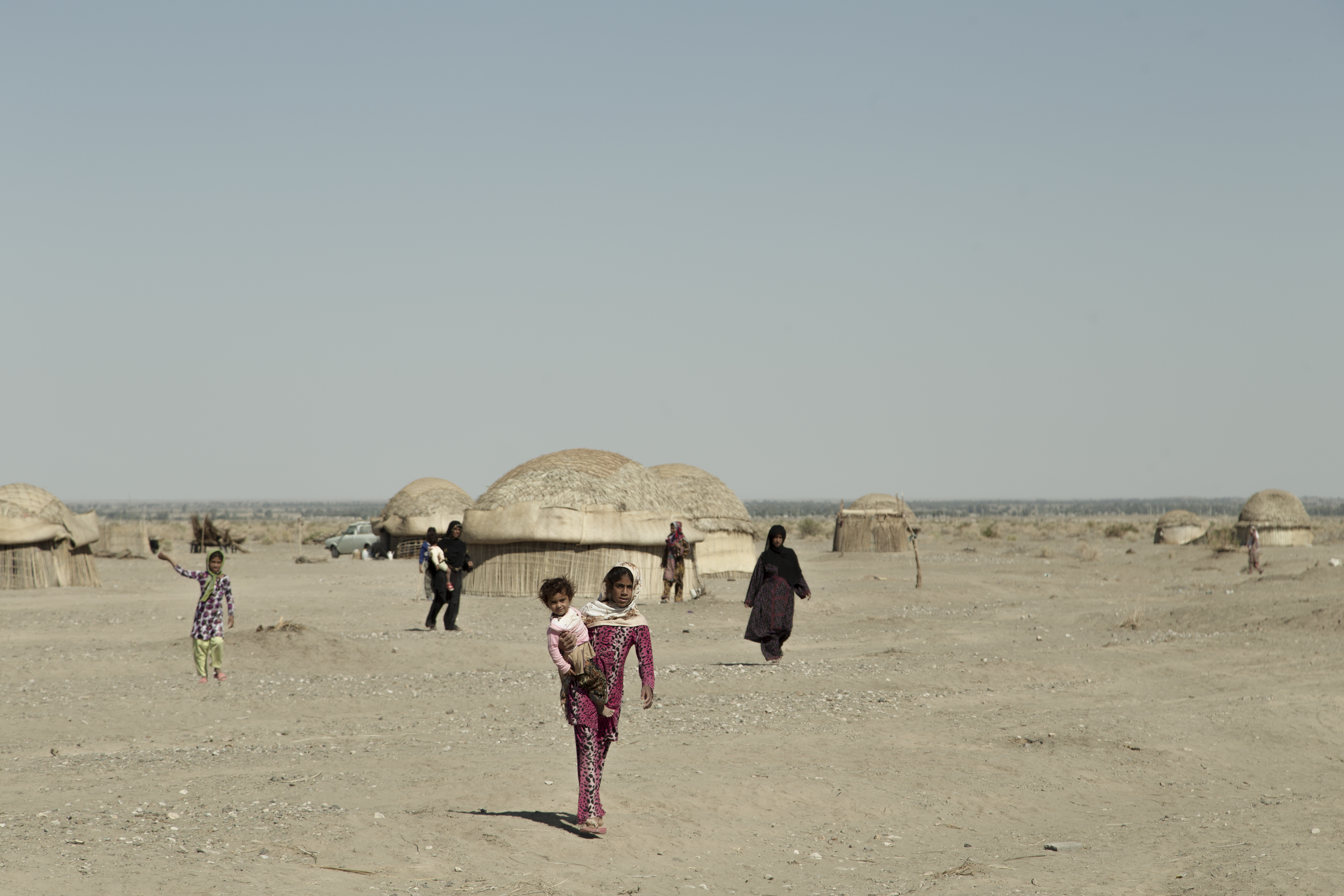
زندگی مردم بلوچ کپرنشین در جنوب کرمان

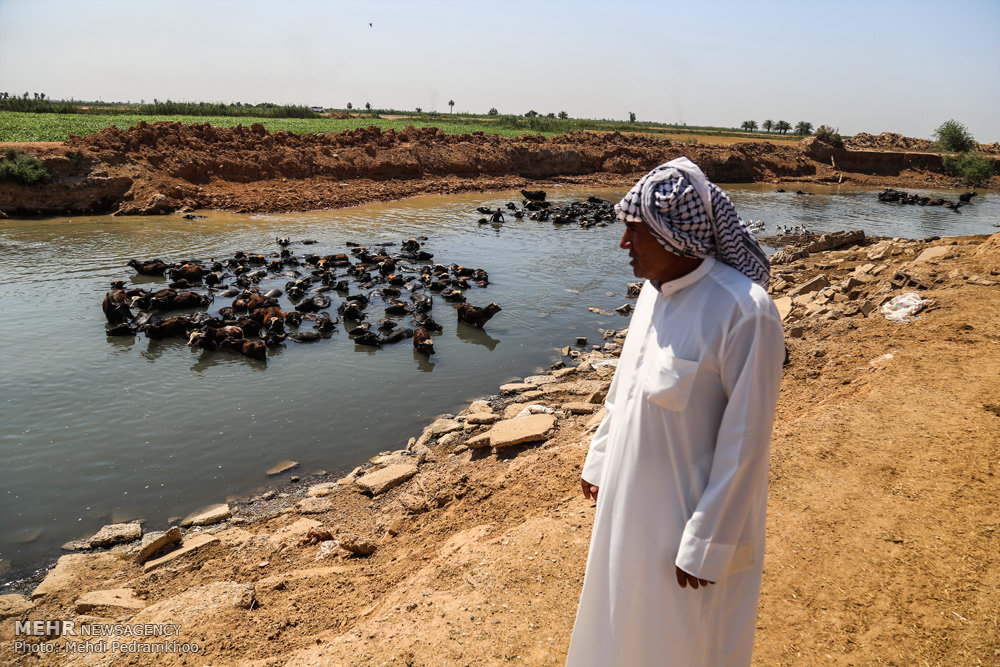
فردی از عرب‎ های خوزستان، در حال مشاهده گاومیش‌ها

## پرجمعیت‌ترین شهرها و مردم
| رتبه | نام شهر  | استان               | جمعیت ۱۳۹۵ | رتبه در استان |
| ---- | -------- | ------------------- | ---------- | ------------- |
| ۱    | شیراز    | فارس                | ۱٬۵۶۵٬۵۷۲  | ۱             |
| ۲    | اهواز    | خوزستان             | ۱،۳۷۴،۳۲۶  | ۱             |
| ۳    | کرمان    | کرمان               | ۵۳۷،۸۳۸    | ۱             |
| ۴    | بندرعباس | هرمزگان             | ۵۲۶٬۶۴۸    | ۱             |
| ۵    | بوشهر    | بوشهر               | ۲۲۳٬۵۰۴    | ۱             |
| ۶    | آبادان   | خوزستان             | ۲۱۲،۵۶۳    | ۲             |
| ۷    | خرمشهر   | خوزستان             | ۱۹۶،۷۷۳    | ۱             |
| ۸    | رفسنجان  | کرمان               | ۱۶۱٬۹۰۹    | ۳             |
| ۹    | مرودشت   | فارس                | ۱۴۸٬۸۵۸    | ۲             |
| ۱۰   | جهرم     | فارس                | ۱۴۱٬۶۳۴    | ۳             |
| ۱۱   | جیرفت    | کرمان               | ۱۳۰٬۴۲۹    | ۴             |
| ۱۲   | بم       | کرمان               | ۱۲۷٬۳۹۶    | ۵             |
| ۱۳   | فسا      | فارس                | ۱۱۰٬۸۲۵    | ۴             |
| ۱۴   | برازجان  | بوشهر               | ۱۱۰٬۵۶۷    | ۲             |
| ۱۵   | دوگنبدان | کهگیلویه و بویراحمد | ۹۶٬۷۲۸     | ۲             |
| ۱۶   | کازرون   | فارس                | ۹۶٬۶۸۳     | ۵             |

جنوب ایران از نظر قومیت بسیار متنوع است که فارس‌ها و لرها (شامل بختیاری، بویراحمدی، بهمئی، ممسنی، کوهمره، دشتی، تنگستانی، لیراوی و …)، ترک‌ها (شامل قشقایی‌ها، نفر، بهارلو و اینانلو و …)، بلوچ‌ها، سیستانی‌ها، عرب‌ها و ایرانیان آفریقایی‌تبار را دربرمی‌گیرد. همچنین اقلیت بسیاری از اقوام ایرانی‌تبار به دلایل کاری و اشتغال از مناطق مختلف ایران و حتی از کشورهای مجاور به این منطقه مهاجرت کرده‌اند از جمله اذربایجانی‌ها و مازندرانی‌ها و گیلک‌ها و کردها و لرهای لک و تات‌ها از مناطق مختلف ایران از شمال‌غرب ایران و شمال ایران و غرب ایران و مرکز ایران به جنوب ایران کوچ کرده‌اند همچنین بسیاری از افغانستانی‌ها و پاکستانی‌ها به دلایل مختلفی همچون جنگ و خشکسالی از افغانستان و پاکستان به ایران به ویژه به مرکز ایران و جنوب ایران مهاجرت کرده‌اند همچنین اقلیت‌هایی از گروهای قومی و دینی همچون مندائیان و ارمنی‌ها در این منطقه سال‌های بسیار طولانی حضور دارند.

## ترابری

### جاده‌ای
شبکه‌های وسیعی از جاده‌ها در جنوب ایران مثل نقاط دیگر جهان وجود دارد که شهرها را به یکدیگر وصل می‌کنند. این منطقه یک آزادراه دارد که شیراز را به اصفهان متصل می‌کند. عملیات ساخت آزادراه شیراز _اصفهان از سال ۱۳۸۹ شروع شده است که با بهره‌برداری از آن که از شهرستان‌های اقلید و بیضا می‌گذرد، فاصله شیراز تا اصفهان حدود ۱۳۰ کیلومتر کاهش می‌یابد. این پروژه در دو قطعه (شیراز - بخش سده و سده - اصفهان) اجرا می‌شود. همچنین آزادراه شمالغرب شیراز و آزادراه شیراز_بوشهر در حال ساختن می‌باشد. جاده‌های جنوب ایران به شرح زیر می‌باشند.
| نشان | شماره جاده | مسافت (کیلومتر) | شهر مبدأ | شهر مقصد  | شهرهای مهم                                                                                     | موقعیت | نگاره |
| ---- | ---------- | --------------- | -------- | --------- | ---------------------------------------------------------------------------------------------- | ------ | ----- |
|      | جاده ۴۵    | ۱۹۴             | رامهرمز  | بندر دیلم | بهبهان                                                                                         |        |       |
|      | جاده ۵۵    | ۵۴۷             | بوشهر    | اصفهان    | نورآباد (فارس)، یاسوج، بروجن، مبارکه                                                           |        |       |
|      | جاده ۶۳    | ۱۲۸             | شهرضا    | یاسوج     | سمیرم                                                                                          |        |       |
|      | جاده ۶۵    | ۱٬۲۰۸           | تهران    | سیراف     | اسلام‌شهر، ساوه، دلیجان، میمه، شاهین‌شهر، اصفهان، شهرضا، آباده، مرودشت، شیراز، فیروزآباد، جم     |        |       |
|      | جاده ۶۷    | ۸۰۷             | یاسوج    | بندرلنگه  | اردکان، شیراز، جهرم، لار، بستک                                                                 |        |       |
|      | جاده ۷۱    | ۱٬۲۴۴           | تهران    | بندرعباس  | قم، کاشان، نطنز، یزد، شهربابک، سیرجان                                                          |        |       |
|      | جاده ۷۸    | ۶۴۷             | یاسوج    | راور      | اقلید، ابرکوه، یزد                                                                             |        |       |
|      | جاده ۸۶    | ۱٬۲۴۸           | باغین    | اهواز     | شیراز، دوگنبدان، بهبهان                                                                        |        |       |
|      | جاده ۹۱    | ۱٬۷۲۰           | فیض‌آباد  | جاسک      | فردوس، راور، کرمان، جیرفت، کهنوج، میناب                                                        |        |       |
|      | جاده ۹۲    | ۱٬۱۲۴           | فسا      | ایرانشهر  | فسا، داراب، حاجی‌آباد، شهرستان کهنوج، ایرانشهر                                                  |        |       |
|      | جاده ۹۴    | ۹۰۵             | اهرم     | میناب     | اهرم، فراشبند، فیروزآباد، خنج، لار                                                             |        |       |
|      | جاده ۹۶    | ۱٬۱۵۰           | شلمچه    | بندرعباس  | خرمشهر، آبادان، ماهشهر، بندر گناوه، برازجان، اهرم، خورموج، کاکی، بندر کنگان، عسلویه، بندر لنگه |        |       |
|      | جاده ۹۸    | ۴۹۳             | جاسک     | گواتر     | چابهار                                                                                         |        |       |

### راه‌آهن

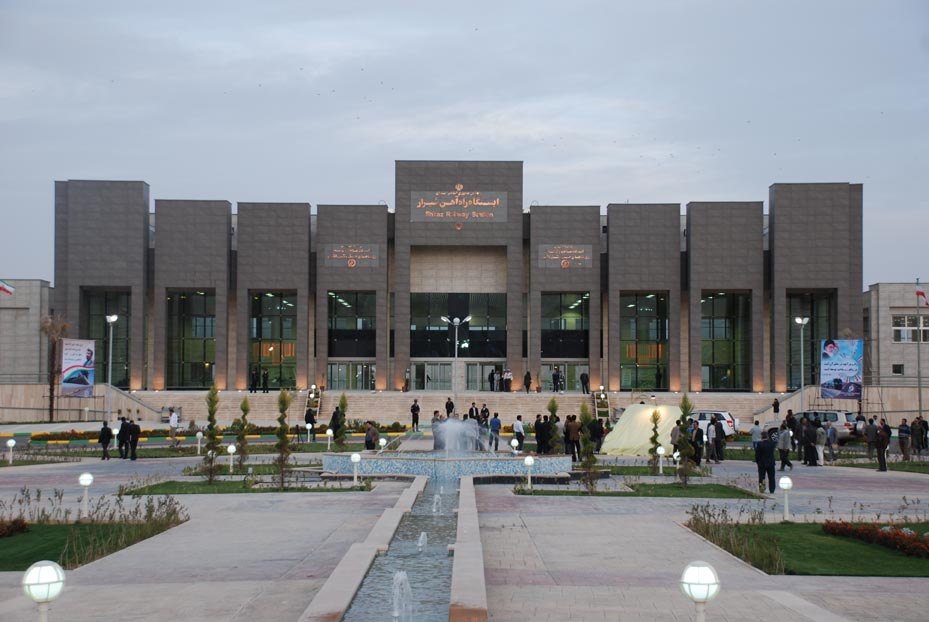
ایستگاه قطار شیراز

در جنوب ایران راه‌آهن‌های شیراز-اصفهان به طول ۵۰۰ کیلومتر و بافق-بندرعباس به طول ۷۰۰ کیلومتر درحال بهره‌برداری هستند.
هم‌اکنون مسیرهای ریلی شیراز -بوشهر - عسلویه، شیراز -جهرم - لار - بندرعباس و شیراز - نی‌ریز - گلگهر در دست ساخت و مسیرهای ریلی شیراز - اهواز و اقلید - یاسوج نیز در مرحله مطالعه می‌باشند. همچنین مسیر ریلی شیراز - اقلید - یزد درسال ۱۴۰۰ خورشیدی افتتاح شد.

### هوایی
فرودگاه‌های فعال جنوب ایران به شرح زیر می‌باشند.
| ردیف | فرودگاه                       | شهر        | نوع       | استان               |
| ---- | ----------------------------- | ---------- | --------- | ------------------- |
| ۱    | فرودگاه بین‌المللی شیراز       | شیراز      | بین‌المللی | فارس                |
| ۲    | فرودگاه بین‌المللی بندرعباس    | بندرعباس   | بین‌المللی | هرمزگان             |
| ۳    | فرودگاه بین‌المللی کرمان       | کرمان      | بین‌المللی | کرمان               |
| ۴    | فرودگاه بین‌المللی کیش         | کیش        | بین‌المللی | هرمزگان             |
| ۵    | فرودگاه بین‌المللی شهدای بوشهر | بوشهر      | مرز هوایی | بوشهر               |
| ۶    | فرودگاه آیت‌الله آیت‌اللهی      | لارستان    | مرز هوایی | فارس                |
| ۷    | فرودگاه دیرستان               | قشم        | مرز هوایی | هرمزگان             |
| ۸    | فرودگاه بین‌المللی خلیج فارس   | عسلویه     | مرز هوایی | بوشهر               |
| ۸    | فرودگاه لامرد                 | لامرد      | مرز هوایی | فارس                |
| ۹    | فرودگاه جهرم                  | جهرم       | مرز هوایی | فارس                |
| ۱۰   | فرودگاه خارگ                  | خارگ       | داخلی     | بوشهر               |
| ۱۱   | فرودگاه لاوان                 | لاوان      | داخلی     | هرمزگان             |
| ۱۲   | فرودگاه بندرلنگه              | بندر لنگه  | داخلی     | هرمزگان             |
| ۱۳   | فرودگاه یاسوج                 | یاسوج      | داخلی     | کهگیلویه و بویراحمد |
| ۱۴   | فرودگاه گچساران               | دوگنبدان   | داخلی     | کهگیلویه و بویراحمد |
| ۱۵   | فرودگاه ابوموسی               | ابوموسی    | داخلی     | هرمزگان             |
| ۱۶   | فرودگاه سیری                  | جزیره سیری | داخلی     | هرمزگان             |
| ۱۷   | فرودگاه جاسک                  | بندر جاسک  | داخلی     | هرمزگان             |
| ۱۸   | فرودگاه بهرگان                | امام حسن   | داخلی     | بوشهر               |

### دریایی
منطقه جنوب ایران بیش از ۱۶۰۰ کیلومتر مرز دریایی با خلیج فارس و دریای عمان دارد و بندرهای مهمی در این منطقه بنا شده‌اند. مهم‌ترین بندرهای جنوب ایران شامل بندرعباس، بندر بوشهر، بندر لنگه، بندر گناوه، بندر جاسک، بندر قشم، بندر کنگان و بندر عسلویه هستند. جابه‌جایی مسافر نیز علاوه‌بر بار، از برخی از این بندرها به جزایر و کشورهای خلیج فارس انجام می‌پذیرد.

## آموزش عالی
امروزه ۱۵ دانشگاه مستقل دولتی در ۷ شهر در جنوب ایران فعال است:
شیراز
- دانشگاه شیراز
- دانشگاه علوم پزشکی شیراز
- دانشگاه صنعتی شیراز
- دانشگاه هنر شیراز

بندرعباس
- دانشگاه هرمزگان
- دانشگاه علوم پزشکی هرمزگان

بوشهر
- دانشگاه خلیج فارس
- دانشگاه علوم پزشکی بوشهر

یاسوج
- دانشگاه یاسوج
- دانشگاه علوم پزشکی یاسوج

جهرم
- دانشگاه جهرم
- دانشگاه علوم پزشکی جهرم

فسا
- دانشگاه فسا
- دانشگاه علوم پزشکی فسا

کازرون
- دانشگاه سلمان فارسی کازرون

## رسانه

### رادیو و تلویزیون
- شبکه استانی فارس
- شبکه استانی خلیج فارس
- شبکه استانی بوشهر
- شبکه استانی دنا
- شبکه کیش
- رادیو فارس
- رادیو خلیج فارس
- رادیو بوشهر
- رادیو یاسوج
- رادیو کیش
- رادیو جهرم (منحل‌شده)